# Van Hool AG280T

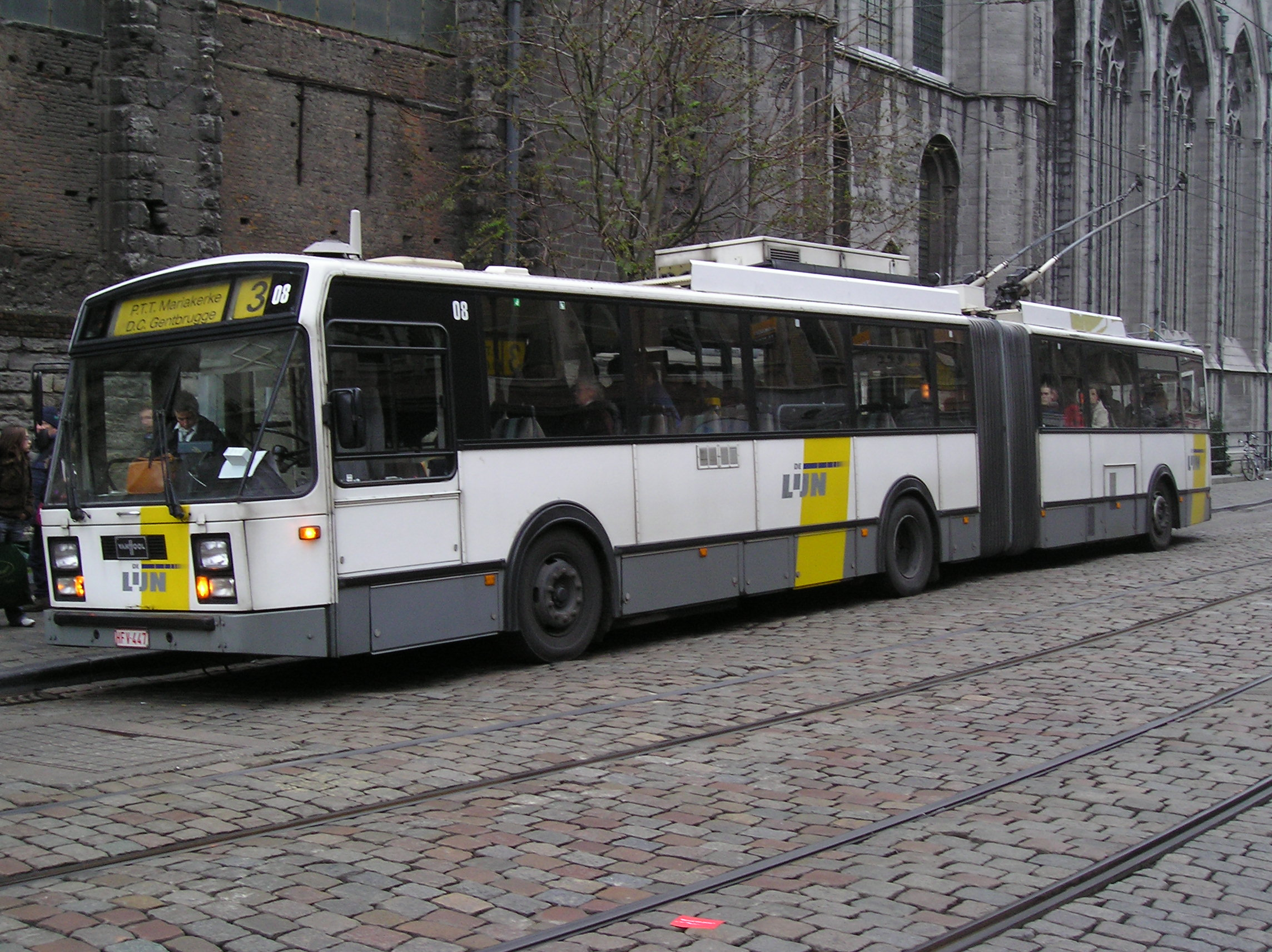
Gent: filosnodato "De Lijn" Van Hool AG280T n. 08 sulla linea 3

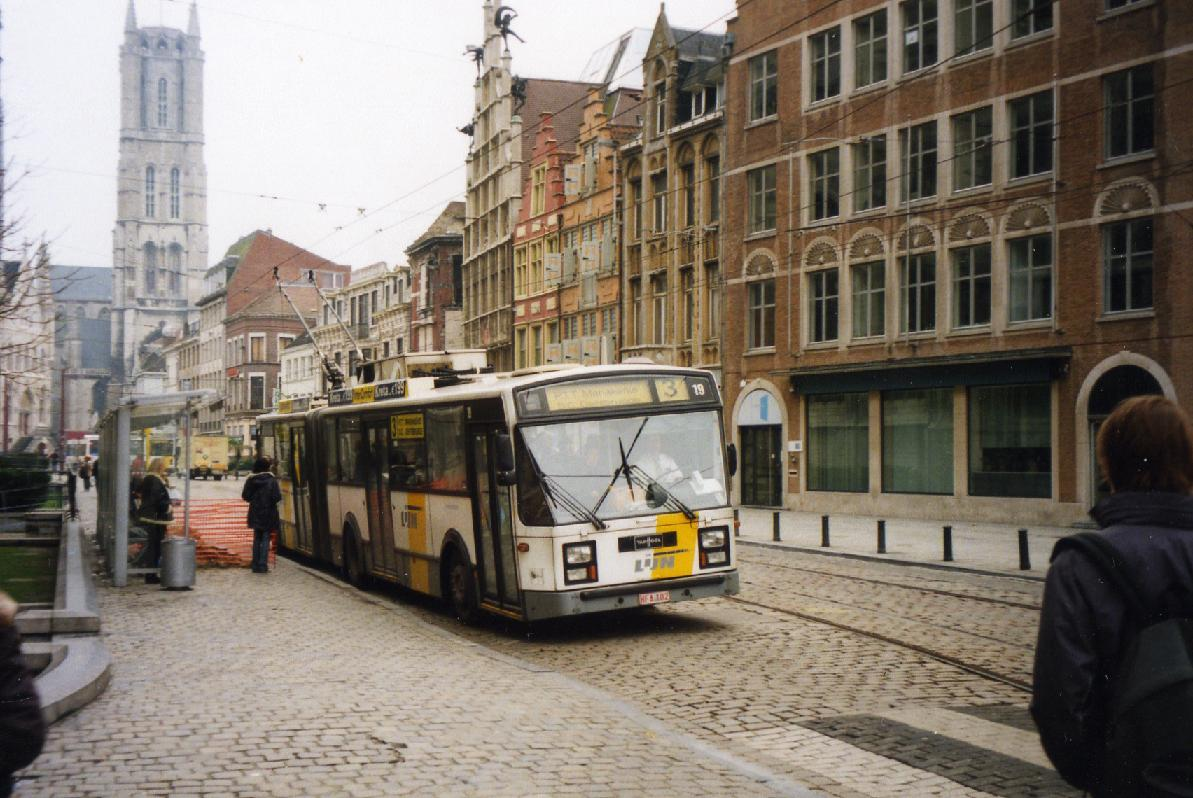
Gent: filosnodato "De Lijn" Van Hool AG280T n. 19 sulla linea 3

Il Van Hool AG280T è un modello di filobus articolato costruito completamente in Belgio sul finire degli anni '80.

## Generalità
Tale modello è realizzato da due aziende belghe: la Van Hool di Lier che predispone la cassa portante e l'ACEC, Ateliers de Construction Électrique de Charleroi, che fornisce l'apparato elettrico.

## Caratteristiche
Il Van Hool AG280T è un filosnodato lungo 18 metri con guida a sinistra ed aspetto moderno: frontale con grande parabrezza trapezoidale, grandi finestrini, porte rototraslanti e pianale ribassato.

## Diffusione
Tale modello, presente solo nella città di Gent ed instradato sulla sola linea 3, ha segnato nel 1989 il ritorno del filobus nel Belgio:
- serie 01-20 (ufficialmente 7401-7420): 20 esemplari da 18 metri a 3 assi, costruzione 1987-1988, gestore "De Lijn" (ex MIVG), livrea bianca con alcune bande gialle trasversali.